# Palau Nacional de la República Dominicana
El Palau Nacional de la República Dominicana és la casa oficial del President de la República i seu del poder executiu d'aquest país. Es troba localitzat a la ciutat de Santo Domingo, específicament al seu centre de control polític i administratiu el Districte Nacional.
A més allotja al Vicepresident de la República i tres importants ministeris del govern dominicà, el de la Presidència, el d'Economia, Planificació i Desenvolupament i l'Administratiu de la Presidència.

## Història
L'any 1939 per ordre del llavors president de la República Dominicana Rafael Leónidas Trujillo Molina es va dur a terme l'elaboració dels planols que donarien forma a aquesta obra d'art. L'arquitecte responsable va ser l'italià Guido D'Alessandro. No va ser fins al 27 de febrer de l'any 1944 amb motiu del primer centenari de la Independència Nacional quan es va començar la construcció de l'obra.
El Palau Nacional, seu del govern dominicà, representa el símbol de la sobirania dominicana i és el lloc on es prenen les grans decisions i es tracen les polítiques per a la bona marxa del país.

## Dimensions
L'edifici consta de tres nivells. El primer nivell serveix d'allotjament per a les instal·lacions dels serveis generals, el segon nivell hi ha l'entrada i el vestíbul principal, així com el Saló del Consell de Govern i els despatxos del president, vicepresident i diversos funcionaris. El tercer nivell conté els salons de recepcions: Saló d'Ambaixadors, Saló les Cariàtides, Saló Verd, Saló Bar, Menjador Principal i les àrees privades del President.